# Варфоломеевская ночь

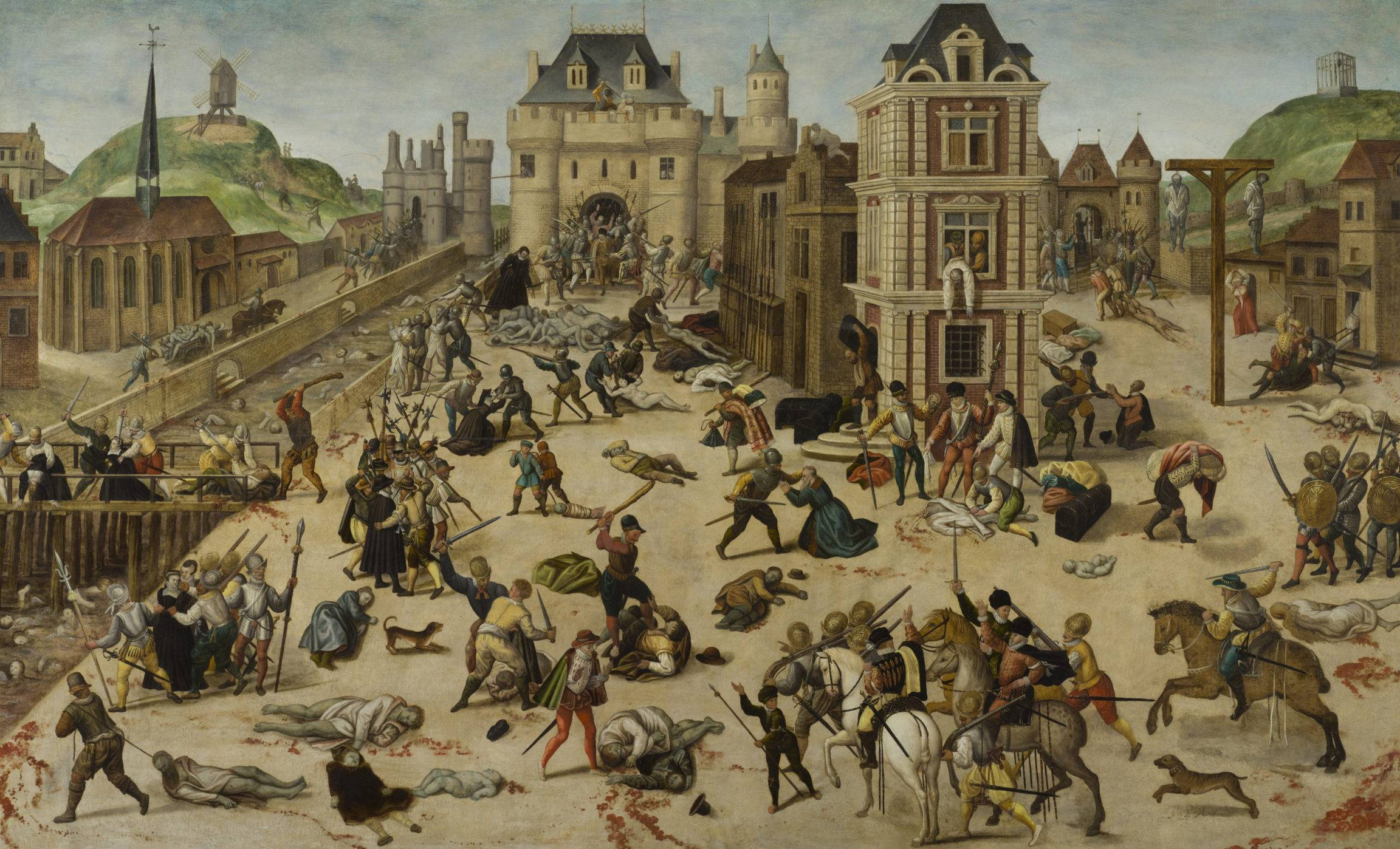
Массовое убийство гугенотов-протестантов в Париже, начавшееся в ночь на 24 aвгуста (праздник св. Варфоломея) 1572 года, во время бракосочетания лидера протестантов Генриха Наваррского с Маргаритой Валуа.
С картины художника Франсуа Дюбуа (1529—1584). Кантональный музей изящных искусств,
Лозанна (Швейцария)

Варфоломе́евская ночь (фр. Massacre de la Saint-Barthélemy — резня святого Варфоломея) — массовое убийство гугенотов во Франции, устроенное католиками в ночь на 24 августа 1572 года, в канун дня святого Варфоломея. Это событие также имеет название кровавая свадьба. По различным оценкам, в Париже в этот день погибло около трёх тысяч человек, а по всей Франции в погромах было убито по разным оценкам от 5 до 30 тысяч гугенотов.
Традиционно считается, что расправы были спровоцированы Екатериной Медичи, матерью французского короля Карла IX, под давлением итальянских советников, таких как Альбер де Гонди и Лодовико Гонзага. После Парижа волна убийств прокатилась по провинциям Франции.
Расправы организовывались представителями католической партии из французской феодальной знати, такими как семейство Гизов. Резня произошла спустя шесть дней после свадьбы королевской дочери Маргариты с протестантом Генрихом Наваррским, в связи с которой многие из самых видных и знатных гугенотов собрались в преимущественно католическом Париже. Резня началась 23 августа 1572 года, спустя два дня после покушения на убийство адмирала Гаспара Колиньи, военного и политического предводителя гугенотов.

## Предыстория

### Неугодный союз и неугодный брак
Резня в день Святого Варфоломея была кульминацией ряда событий: Сен-Жерменский мирный договор от 8 августа 1570 года, положивший конец третьей религиозной войне во Франции, свадьба гугенота Генриха Наваррского с Маргаритой Валуа 18 августа 1572 года и неудавшееся покушение на убийство адмирала Колиньи 22 августа 1572 года.
Сен-Жерменский мир положил конец трём годам гражданской войны между католиками и протестантами, однако вызывал опасения, потому что наиболее радикальные католики отказывались его признавать. Семейство Гизов, возглавлявших наиболее радикальную католическую фракцию, добивалось недопущения присутствия гугенотского лидера, адмирала Гаспара Колиньи, при дворе. Однако, Екатерина Медичи со своим сыном Карлом IX всячески пытались охладить воинствующий настрой своих единоверцев. К тому же их сопровождали финансовые трудности, которые вынуждали поддерживать мир и оставаться в дружеских отношениях с Колиньи. Гугеноты имели хорошо вооружённую армию, щедрые ассигнования своих аристократов и контролировали укреплённые города Ла-Рошель, Коньяк и Монтобан. Обе партии не на бескорыстных условиях поддерживали Испания (передача Бургундии, Прованса) и Англия (возвращение Кале и Гиени).
Чтобы закрепить мир между двумя противоборствующими сторонами, Екатерина Медичи запланировала на 18 августа 1572 года свадьбу своей дочери Маргариты Валуа с протестантским принцем Генрихом Наваррским, будущим королём Генрихом IV. Но ни Папа Римский, ни испанский король Филипп II, ни наиболее рьяные католики Франции не разделяли политику Екатерины.

## Ход событий
Грядущий брак послужил поводом к сбору в Париже большого количества именитых протестантов, которые приехали, чтобы сопровождать своего принца Генриха на брачной церемонии. Но в Париже господствовали антигугенотские настроения, и парижане, подавляющее большинство которых было католиками, нашли присутствие гугенотских лидеров неприемлемым. В парламенте самого Парижа было решено пренебрежительно отнестись к церемонии брака. Ненависть католиков-простолюдинов подогревалась плохими урожаями, увеличением налогов, повышением цен на продукты и предметы первой необходимости. Обыкновенных горожан возмущала показная роскошь, устроенная по случаю королевской свадьбы.

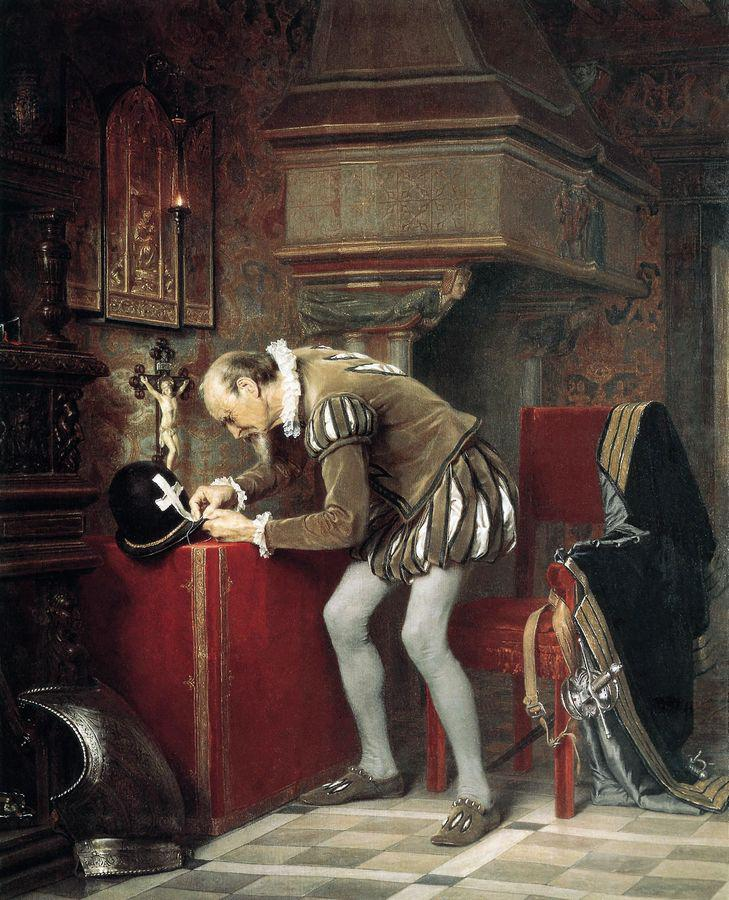
Карл Гун. Канун Варфоломеевской ночи. 1868. Санкт-Петербург. Государственный Русский музей

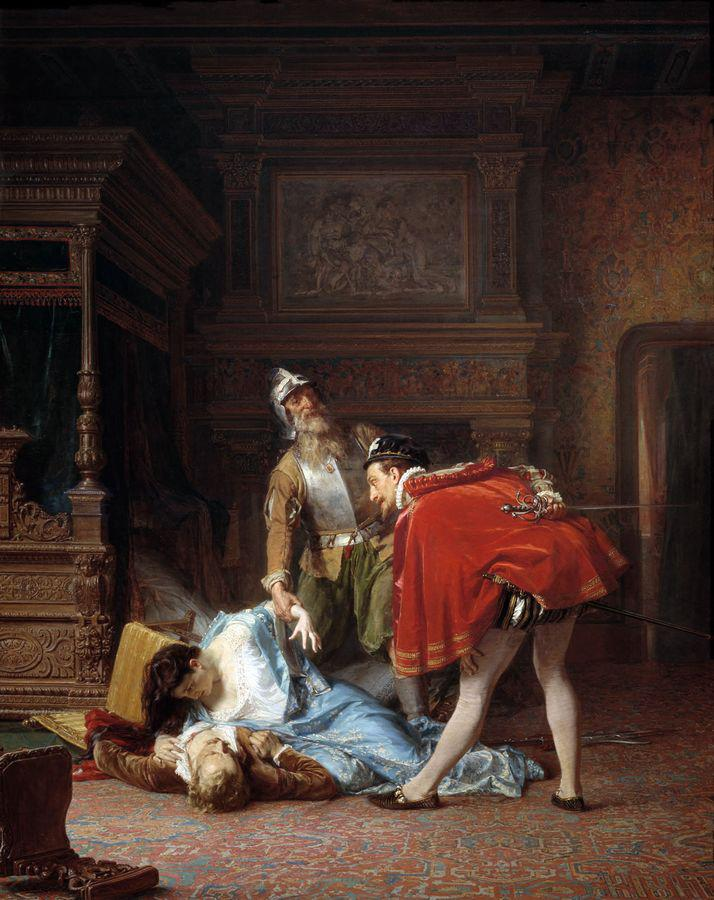
Карл Гун. Сцена из Варфоломеевской ночи. 1870. Москва. Государственная Третьяковская галерея

Сам королевский двор был чрезвычайно разделён. Екатерина Медичи не получила разрешения Папы Римского на этот брак, поэтому французские прелаты были на распутье. Королеве стоило немалых усилий уговорить кардинала Шарля де Бурбона (единственного католика в семье Бурбонов) поженить пару. Назревало противостояние в среде католиков, но Гизы были не готовы вступить в противоборство со своими конкурентами, домом Монморанси. Губернатор Парижа, Франсуа де Монморанси, чувствуя свою неспособность поддерживать в городе порядок и предчувствуя взрывоопасную ситуацию, покинул город за несколько дней до свадьбы.
Мать французского короля Карла IX и правительница Франции Екатерина Медичи повелела начать резню гугенотов после того, как не удалось покушение на убийство предводителя гугенотов Гаспара де Колиньи. Де Колиньи оказывал всё больше влияния на Карла IX и убеждал его поддержать восстание протестантов во Фландрии против испанского короля Филиппа II, послав против него объединённую армию католиков и гугенотов. Он видел в этом единственную альтернативу гражданской войне во Франции, однако мешал планам Екатерины по установлению мира с Испанией. Вместе с тем следует отметить определённую обоснованность курса Екатерины Медичи, так как ослабленная десятилетними гражданскими войнами Франция вряд ли могла бы сплотиться против общего врага и уж тем более нанести поражение Испании, находившейся в зените своего могущества.
По мнению историков и беллетристов, в планы королевы-матери не входила массовая резня гугенотов. Первоначально планировалось устранение Колиньи и ещё примерно десятка основных военных предводителей гугенотов, а также захват номинальных лидеров гугенотской партии — принцев Бурбонского дома — Генриха Наваррского и его двоюродного брата, принца де Конде. Ненависть парижского населения к гугенотам, а также давняя вражда семейных кланов Колиньи и Гизов превратили намечавшуюся акцию в массовую резню. Легко узнаваемые по чёрным одеждам, гугеноты становились лёгкой добычей для обезумевших убийц, которые не давали пощады никому, будь то старики, дети или женщины. Город оказался во власти разбушевавшейся черни. Мёртвых раздевали — многим хотелось ещё и поживиться одеждой. В таком хаосе можно было спокойно ограбить соседа, разделаться с кредитором, а то и с надоевшей женой. Никто уже не отслеживал, кто гибнет под шпагами, гугенот или католик. В конце концов король приказал немедленно навести порядок на улицах Парижа.
Считается, что сигнал к началу резни прозвучал с колокольни церкви Сен-Жермен-л'Оксеруа. Однако Агриппа д’Обинье пишет о колоколе королевской часовни: «…чтобы они узнали час экзекуции по звону большого колокола во дворце…», «она (королева) ускоряет набат во дворце, приказав звонить на полтора часа раньше колокола Сен-Жермен-Оксерруа». Волна насилия прокатилась по Парижу, а позже и по другим городам и сёлам и вылилась в кровавую бойню в масштабах всей страны, длившуюся на протяжении нескольких недель. Количество жертв до сих пор служит предметом споров среди историков, однако, по мнению большинства из них, число жертв варьируется от 5000 до 30 000 человек.
Резня стала коренным переломом в Религиозных войнах во Франции. Гугенотам был нанесён сокрушительный удар, в результате которого они лишились многих из своих видных предводителей. Резня была «самой ужасной религиозной резнёй столетия», во всей Европе она «оставила в умах протестантов неизгладимый след и мнение, что католицизм был кровавой и предательской религией».

## Значение
Во время религиозных войн во Франции нередки были случаи убийств католиков руками гугенотов, пример тому — «Мишелада» в Ниме в день святого Михаила 1567 году. Однако именно Варфоломеевская ночь поразила воображение современников и заслонила собой другие события противостояния католиков и гугенотов. После Варфоломеевской ночи около 200 тысяч гугенотов бежали в соседние государства. Англия, Польша и немецкие герцогства выразили своё недовольство такой возмутительной вспышкой насилия. Русский царь Иван Грозный также осудил такое обращение с народом (его письмо с осуждениями было написано через два года после Новгородского погрома). Папа Римский Григорий XIII, который санкционировал Варфоломеевскую ночь, в её честь произнёс благодарственную молитву и выпустил медаль со своим изображением, ангелом-мстителем и надписью Ugonottorum strages.

## Погибшие и выжившие в Варфоломеевскую ночь

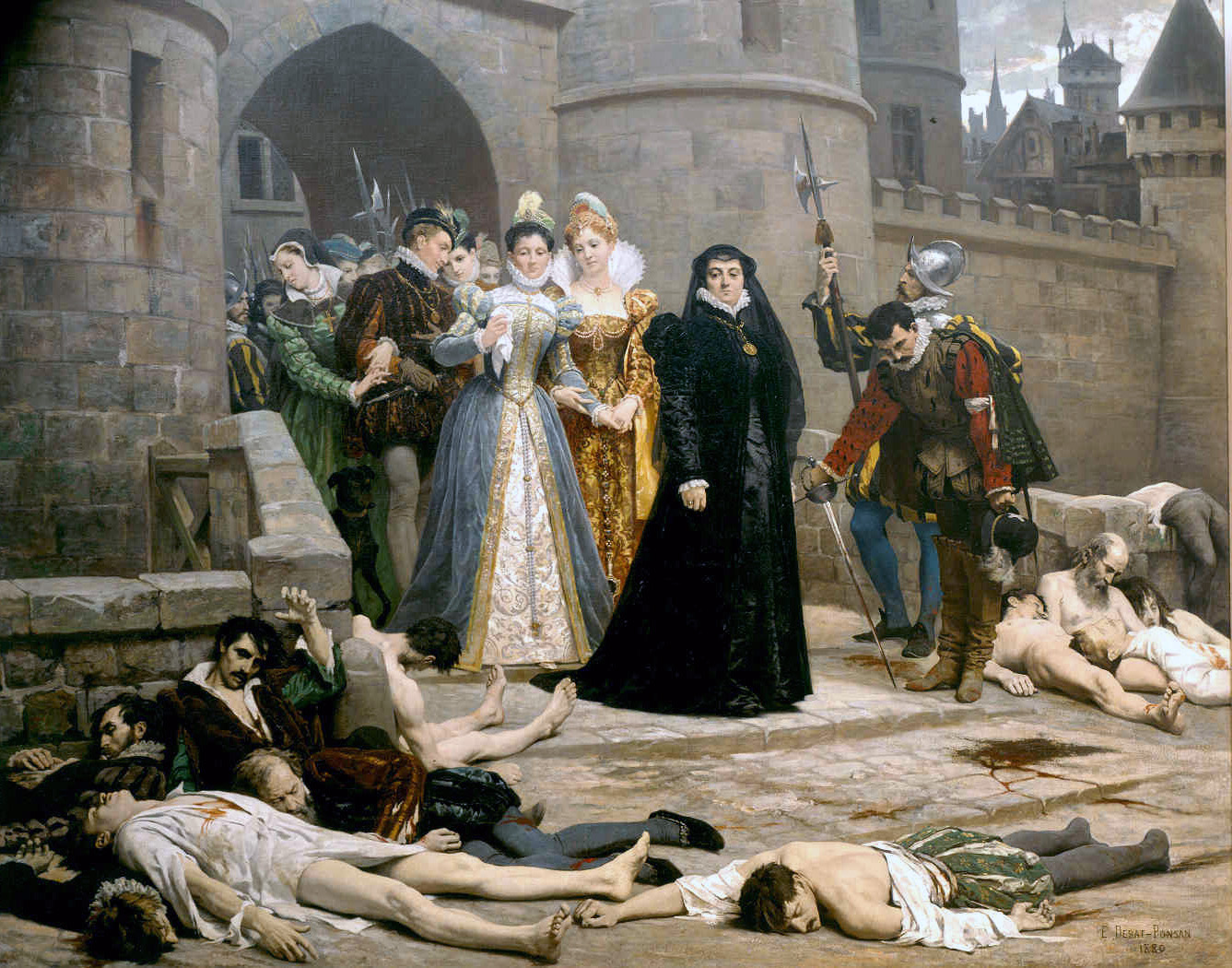
Эдуар Деба-Понсан. Утро у ворот Лувра. 1880. Клермон-Ферран. Франция. Коллекция Музея Роже-Кийо.
На картине изображена Екатерина Медичи (в чёрном) в сопровождении свиты, бесстрастно разглядывающая тела жертв массового убийства гугенотов на следующее утро после Варфоломеевской ночи.

С августа по октябрь вспыхивали подобные эксцессы во многих других городах Франции, таких как Тулуза, Бордо, Лион, Бурж, Руан и Орлеан. В них погибло около 6 тысяч человек. Принцы крови — Генрих Наваррский и Генрих де Конде — были помилованы, так как были двоюродными братьями Генриетты де Невер (жены Людовико ди Гонзаго) и Екатерины де Гиз (жены герцога де Гиза).

### Погибшие
Известными жертвами стали:
- в Париже:
  - Франсуа-Жан-Жерве де Барбье, сеньор де Франкур
  - Гайо де Крюссоль, сеньор де Бодиснер
  - Бернар-Роже де Комменж, виконт де Брюникель
  - Жан-Роже де Комменж, сеньор де Брюникель
  - Жермен Гарро
  - Антуан де Маразен, сеньор де Герши
  - Жером де Гроло
  - Гаспар де Колиньи, граф де Шатийон, адмирал Франции, убит (предположительно) немецким наёмником Бэмом у себя дома, вместе с ним погибли его зять де Телиньи, камердинер Лабом и другие дворяне свиты адмирала
  - Франсуа-Номпар де Комон, сеньор де Кастельно
  - Арман де Комон, сеньор де Кастельно
  - Шарль де Боммануар, сеньор де Лаварден
  - Франсуа де Ла Рошфуко III, принц де Марсиллак,
  - Франсуа де Монейн, сеньор
  - сеньор де Монмор
  - Гийом д’Астарак, барон де Монтама
  - Помпе де Карназе, сеньор де Монтобер
  - Жан де Сегюр, барон де Пардальян, убит швейцарцами во дворе Лувра
  - Дени Перро
  - Арман де Клермон, барон де Пиль, убит швейцарцами во дворе Лувра вместе с Пардальяном, Сен-Мартеном и Бове
  - Этьен де Шевалье, сеньор де Прюн
  - Кристоф де Клэво, сеньор де Пюивио
  - Антуан де Клермон, сеньор д’Амбуаз, маркиз де Ренель
  - Пьер де Бришанто, сеньор де Сен-Мартэн де Нижель
  - Шарль де Кельнек, барон дю Пон де Субиз
  - Шарль де Телиньи, сеньор де Монреоль
  - Франсуа де Бовэ, сеньор де Брикмо
  - Арно де Кавань
  - философ-гуманист Пьер де ла Рамэ
  - Бреу, учёный, воспитатель Конде, был убит в комнате принца, несмотря на заступничество последнего.
  - шевалье Бурс[12]
- в Лионе:
  - композитор Клод Гудимель.

### Выжившие
Несмотря на огромные жертвы, многим протестантам, в том числе видным дворянам, тем или иным способом удалось спастись. Так, сумели избежать гибели:
- Генрих де Бурбон, король Наваррский (будущий король Франции Генрих IV)
  - Анри де Бурбон, принц де Конде
  - Рене (Рената) Французская, герцогиня Шартрская и Монтаржи
  - Жофруа де Комон, аббат де Клейрак
  - Жак-Номпар де Комон, герцог де Ла Форс (племянник предыдущего и будущий маршал Франции)
  - Максимильен де Бетюн, барон де Рони (будущий герцог де Сюлли и министр финансов; его отцу также удалось спастись). Прошёл от Бургундского коллежа по Парижу, сжимая в руках часослов.
  - Николя Руо, сеньор де Гамаш (один из четырёх видных протестантов, которым Карл IX спас жизнь)
  - Антуан I д’Ор, виконт д’Астер, граф де Граммон (один из четырёх видных протестантов, которым Карл IX спас жизнь)
  - Ги-Поль де Колиньи, граф де Лаваль де Монфори (племянник адмирала)
  - Франсуа де Колиньи, сеньор де Шатильон (сын адмирала)
  - Жан де Боммануар, маркиз де Лаварден (будущий маршал Франции)
  - Франсуа IV де Ларошфуко, граф (сын убитого)
  - Франсуа де Бон, герцог де Ледигьер (будущий маршал Франции)
  - Габриэль де Монтгомери, сеньор де Лорж, граф
  - Гийом де Саллюст, сеньор Дю Бартас (французский дипломат и поэт)
  - Филипп Дю Плесси-Морне (публицист и дипломат)
  - Теодор-Агриппа д’Обинье (поэт и историк)
  - Филип Сидни (английский поэт и общественный деятель)
  - Амбруаз Паре (личный врач французских королей)
  - Жан де Роган, сеньор де Фронтенэй
  - Жан II де Феррьер, сеньор де Малиньи, видам Шартрский
  - Жеро де Ломань, виконт де Сериньяк
  - Рене де Фротт, сеньор де Сей
  - Гийом де Клюньи, барон де Конфоржьен
  - Франсуа де Бриквиль, барон де Коломбьер
  - Жан де Бовэ, сеньор де Брикмо
  - Ги де Монферран, барон де Лангуаран
  - Оливье д’Аллэнвиль, сеньор де Ла Мотт-Журанвиль
  - Габриэль де Леви, барон де Леран
  - Франсуа де Рабоданж, сеньор
  - Жан де Ла Тур, сеньор де Ренье
  - Ги де Сент-Желе, сеньор де Лансак
  - Жиль де Машку, сеньор де Сент-Этьен
  - шевалье де Миоссан, первый дворянин свиты Генриха Наваррского
  - шевалье д Арманьяк, камердинер Генриха Наваррского
  - Гастон де Леви, виконт де Леран был спасён капитаном королевской гвардии бароном де Нансе, барон де Пардайян — отец убитого, спасся с графом Монтгомери, переправившись через реку в предместье Сен-Жермен[13]

## Варфоломеевская ночь в искусстве

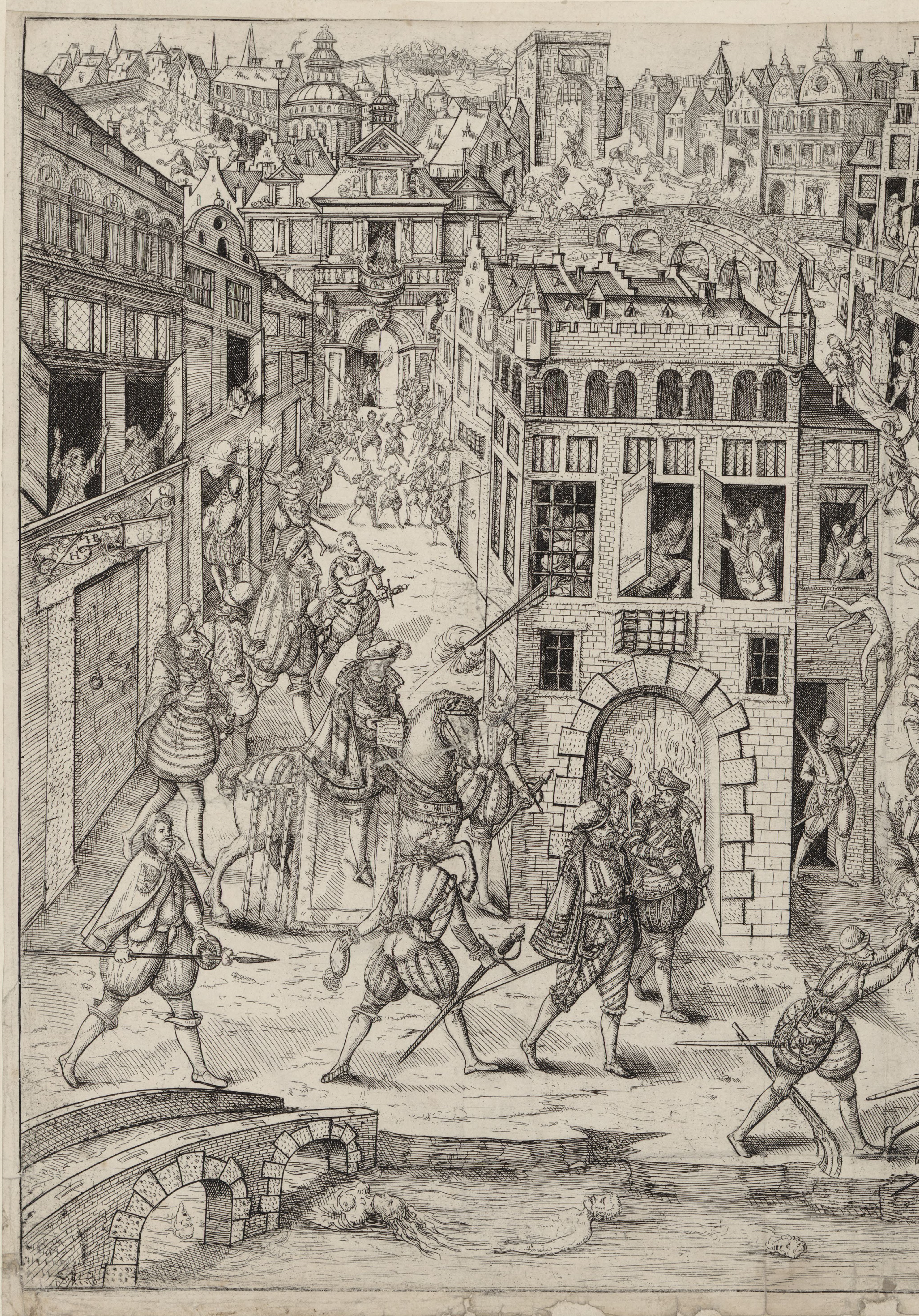
Резня в день святого Варфоломея, гравюра неизвестного автора, XVI век

### В художественной литературе
- К. Марло. «Парижская резня»
- Гун Карл (1830—1877). «Сцена из Варфоломеевской ночи 1870»
- А. Дюма. «Королева Марго»
- А. д’Обинье. «Лезвия» (фр. Fers) из «Трагических поэм[fr]»
- П. Мериме. «Хроника царствования Карла IX»
- Г. Манн. «Молодые годы короля Генриха IV»
- М. Зевако. «Пардальяны[fr]», том 2, «Любовь шевалье»
- П. Понсон дю Террайль. «Варфоломеевская ночь»
- Виктория Холт, роман «Алая мантия» (англ. The Scarlet Cloak, 1957)
- К. И. Курбатов. «Еретик Жофруа Валле»
- Белла Ахмадулина. «Варфоломеевская ночь»
- Тим Уиллокс, «Двенадцать детей Парижа»
- Кен Фоллетт. «Столп огненный» (часть 2)

### Опера
- Джакомо Мейербер «Гугеноты» (Les Huguenots, 1836)

### Кино
- «Королева Марго» (Франция, 1954)
- «Королева Марго» (Франция, 1994)
- «Королева Марго» (Россия, телесериал, 1996)
- «Нетерпимость» (США, 1916, реж. Д. У. Гриффит)
- «Генрих Наваррский[fr]» (2010)
- «Принцесса де Монпансье» (Франция-Германия, 2010, реж. Бертран Тавернье)
- «Доктор Кто» (сериал), серия 22 «Резня» (Великобритания, 1966)
- «Королева змей» (США, телесериал, 2022—2024)

## Музыка
- Margenta, «Варфоломеевская Ночь» 2-я композиция альбома «Династия посвящённых: Дети Савонаролы» (2009).
- Гран-КуражЪ, «Проклятые короли», 6-я композиция альбома «Эпохи, герои и судьбы» (2021).
- Horus, отсылки в треке «Красный урожай» (2022).